# Церковь Рождества Богородицы (Коржевка)
Церковь Рождества Пресвятой Богородицы — утраченная приходская церковь в селе Коржевка Ульяновской области.

## История
В 1682 году в селе была построена часовня, а в 1690 году была построена церковь во имя Архангела Михаила. В 1754 году вновь была построена деревянная церковь во имя Архистратига Божия Михаила.
В 1876 году церковь сгорела, а в 1877 году возведён новый храм — в честь Рождества Пресвятой Богородицы, с правым пределом во имя Архистратига Божия Михаила и с левым приделом во имя Святителя и Чудотворца Николая. Причт состоял из священника, диакона и псаломщика. В 1891 году открылась одноклассная церковно-приходская школа.
В 30-годах XX века церковь была закрыта, колокольня и главы храма были разрушены, служители церкви репрессированы, а здание использовали под школу, затем из-за ветхости разрушена.
Ныне на месте храма строится новая каменная церковь.

## Духовенство
- Священномученик Александр Телемаков († 1938, память 6 февраля), с 1897 по 1908 год служил в церкви и был заведующим школы[5][6];
- диакон Алексей Степанович Мельников (1871 г. р.)[7], церковный сторож Леонтий Васильевич Горшенин (1872 г. р.), православный мирянин Трофим Петрович Мижуев (1871 г. р.), — расстреляны в Ульяновске 24 января 1938 года, священник Павел Яковлевич Масляков (1889 г. р.)[8], монахиня Фёкла (Фёкла Ивановна Коршунова, 1877 г. р.), монахиня Устинья (Устинья Фёдоровна Тазова, 1881 г. р.), православный мирянин Семён Петрович Тряпичкин (1884 г. р.), — расстреляны в Ульяновске 19 февраля 1938 года , диакон Листов Евгений Александрович (1880 г. р.), расстрелян в Ульяновске 14 декабря 1937 г.[9][10].